# Etruský oblouk
Etruský oblouk nebo Augustův oblouk je jednou ze sedmi bran v etruských hradbách Perugie. Byl postaven ve druhé polovině 3. století před naším letopočtem a byl obnoven Augustem v roce 40 př. n. l. po jeho vítězství v Perusinské válce. 
Brána se skládá z oblouku a dvou trapézových věží z travertinu. Nad obloukem (ve dvou soustředných řadách) je ozdobný vlys metop s kulatými štíty a triglyfy. Nad tímto je další oblouk mezi dvěma pilastry. Na vnitřní straně je možné přečíst nápis Augusta Perusia, který byl po rekonstrukci roku 40 př. n. l. jménem města. Na vnější straně je nápis Colonia Vibia, svědectví o ius coloniae od císaře Treboniana Galla (251-253).
Lodžie na levé věži je dodatek ze 16. století, zatímco kašna u paty stejné věže byla dokončena v roce 1621.